# Điêu Lương
Điêu Lương là một xã thuộc huyện Cẩm Khê, tỉnh Phú Thọ, Việt Nam.
Xã Điêu Lương có diện tích 8,86 km², dân số năm 1999 là 4.431 người, mật độ dân số đạt 500 người/km².